# 爱德华·沃恩·贝文
爱德华·沃恩·贝文（英語：Edward Vaughan Bevan，1907年11月3日—1988年2月22日），英国男子赛艇运动员。他曾代表英国参加1928年夏季奥林匹克运动会赛艇比赛，获得男子四人单桨无舵手金牌。